# Hilsenbergia petiolaris
Hilsenbergia petiolaris är en strävbladig växtart som först beskrevs av Jean-Baptiste de Lamarck, och fick sitt nu gällande namn av J. S. Mill. Hilsenbergia petiolaris ingår i släktet Hilsenbergia och familjen strävbladiga växter. Inga underarter finns listade i Catalogue of Life.